# Kiwi (Calcutta)
Kiwi è un singolo del cantautore italiano Calcutta, pubblicato il 14 settembre 2018 come quarto estratto dal terzo album in studio Evergreen.

## Descrizione
Durante il video viene narrata la registrazione di un videoclip di Calcutta.

## Video musicale
Il videoclip, girato in Bulgaria da Francesco Lettieri, è stato pubblicato il 13 settembre 2018 sul canale YouTube di Bomba Dischi.

## Tracce
1. Kiwi – 3:42

## Classifiche
| Classifica (2018) | Posizione |
| ----------------- | --------- |
| Italia            | 31        |